# Экосистема знаний
Идея экосистемы знаний представляет собой подход к управлению знаниями, направленный на развитие взаимодействий между участниками обмена, упрощение процесса принятия решений и стимулирование инноваций благодаря эволюции сотрудничества между агентами. 
В отличие от директивных практик менеджмента, использующихся для управления результатами, экологический подход предлагает стратегии, основанные на самоорганизации как ответе на внешние изменения. Соответствие имеющихся в организации знаний и проблем, с которыми она сталкивается, определяет «пригодность» экосистемы. Авторы, развивающие экологический подход к управлению знаниями, часто обращаются к теории сложных адаптивных систем. Известно, что проект внедрения данного подхода обсуждается в правительстве Канады.

## Основные элементы
Как и в природных экологических системах, экосистемы знаний обладают входами, выходами и промежуточными стадиями трансформации объектов. Объекты взаимодействуют со своим окружением, которое обладает множеством слоёв и уровней, интегрированных в единую экосистему. Системы включают взаимосвязанные знаниевые ресурсы, базы данных, экспертов. Оперативный характер приобретения знаний с помощью информационных систем и иных искусственных носителей знаний позволяет переключаться между обучением и работой сколь угодно быстро. В некоторых ситуациях сотрудники могут учиться и работать одновременно.
Основные элементы экосистемы знаний:
- технологическое ядро[7];
- критические взаимосвязи[8];
- инструменты и агенты знаний[9];
- исполнительные действия[10].